# Dano
Dano là một tổng thuộc  tỉnh Ioba ở đông nam Burkina Faso. Thủ phủ là thị xã Dano. Dân số năm 2006 là 43.829 người.

## Các thị xã và làng xã
Balembar, Batiara, Complan, Dayèrè, Fitingué, Gnigbaman, Gnikpiere, Gnimi, Kobar, Kpélégane, Lofing, Manzour, Sarba, Sorkon, Tambalan, Tambikpéré, Tambiri, Tessiougane, Wadièlè, Yabogane, Yô và Zouziègane.